# يوشينوبو مياكي
يوشينوبو مياكي (باليابانية: 三宅義信؛ بالكانا: みやけ よしのぶ) هو رباع ياباني، ولد في 24 فبراير 1939 في موراتا ‏ في اليابان.

## وصلات خارجية
- يوشينوبو مياكي على موقع مشروع نتائج رفع الأثقال الدولية (الإنجليزية)
- يوشينوبو مياكي على موقع اللجنة الأولمبية الدولية (الإنجليزية)
- يوشينوبو مياكي على موقع أوليمبيديا (الإنجليزية)
- يوشينوبو مياكي على موقع الموسوعة البريطانية (الإنجليزية)